# Veblen (Dakota del Sud)
Veblen è un comune degli Stati Uniti d'America, situato in Dakota del Sud, nella contea di Marshall.